# برنارد گوردون
برنارد گوردون (انگلیسی: Bernard Gordon؛ ‏ ۲۹ اکتبر ۱۹۱۸ – ۱۱ مهٔ ۲۰۰۷) نویسنده و تهیه‌کننده فیلم یهودی‌تبار اهل ایالات متحده آمریکا بود.
از فیلم‌هایی که وی در آن‌ها نقش داشته است، می‌توان به سطح، نبرد بولج، فاتح غرب، دنیای سیرک و ۵۵ روز در پکن اشاره نمود.